# Hemisaga albilinea
Hemisaga albilinea är en insektsart som beskrevs av Rentz, D.C.F. 1993. Hemisaga albilinea ingår i släktet Hemisaga och familjen vårtbitare. Inga underarter finns listade i Catalogue of Life.